# Юзеф Чайковський
Юзеф Чайковський (пол. Józef Czajkowski, 27 березня 1872, Варшава — 27 липня 1947, там само) — польський архітектор, живописець, педагог.

## Біографія
Народився у Варшаві. Навчався у Мюнхені і Парижі. Був доцентом на кафедрі архітектури інтер'єрів Академії мистецтв у Кракові у 1913–1920 роках. У 1916/1917 роках викладав рисунок, заміняючи професора Кунзека. Згодом був професором на факультеті образотворчого мистецтва у Вільні. Від 1922 року професор надзвичайний ужиткового мистецтва у варшавській Школі образотворчого мистецтва. Був одним із засновників Варшавської академії мистецтв. Співзасновник товариства «Польське ужиткове мистецтво» (пол. Polska Sztuka Stosowana). У 1930–1935 роках був членом ради варшавського Інституту пропаганди мистецтва. Прихильник «стилізаційно-декораційного» напрямку у живописі. Входив до складу журі конкурсу проектів розписів каплиці Собеського на Кахленбергу у Відні (1909), розписів вірменської катедри у Львові (1910). Експонував рисунки зразків дерев'яної архітектури на виставці в палаці Чапських у Кракові (13 квітня — 15 травня 1905 року). Працював при організації архітектурної виставки 1912 року у Кракові. Входив до виконавчого комітету виставки. 30 жовтня 1938 року вийшов на пенсію. Того ж року відзначений Командорським хрестом Ордену Відродження Польщі за мистецьку діяльність. Помер у Варшаві.
Архітектурні роботи
- Проект костелу у стилі «свойському» для села Орлув-Муровани Люблінського воєводства. Призначений для конкурсу 1910 року. Призових місць не здобув. Співавтор Тадеуш Стриєнський.[7]
- Проект вілли як польського павільйону для ювілейної міжнародної виставки у Римі 1910 року. Здобув друге місце на відбірковому конкурсі.[8]
- Головний павільйон Виставки архітектури та інтер'єрів в садовому оточенні у Кракові 1912 року. Співавтор Людвік Войтичко. Там же літній театр із кафе та рестораном в єдиній споруді, декорованій за проектом Кароля Фрича. Підміська вілла з оточенням. Інтер'єри вілли влаштовані теж частково за проектом Чайковського. Павільйон оркестру. Чайковський також виконав макет обкладинки каталогу виставки.[9]
- Проект регуляції (генерального плану) Кракова. На конкурсі 1910 року здобув перше місце. Співавтори Владислав Екельський, Тадеуш Стриєнський, Казімеж Вичинський і Людвік Войтичко.[10]
- Технічно-промисловий музей у Кракові на вулиці Смоленськ, 9 (1908–1914, співавтор Тадеуш Стриєнський). Чайковський був автором фасаду.[11]
- Проект регуляції вулиці Вольської у Кракові. Виконаний для конкурсу 1914 року. Не здобув призових місць, але був придбаний журі.[12]
- Проект польського павільйону на міжнародній виставці у Парижі 1924 року. Був одним з шести придбаних комісією польського відділу.[13]
- Польський павільйон на міжнародній виставці декоративного мистецтва в Парижі 1925 року. Будувала фірма С. Гостинського з Варшави. Скульптурне оздоблення Генрика Куни. Сграфіто Войцеха Ястшембовського. Меблі та інші деталі інтер'єру за проектом Кароля Стриєнського.[14] Спорудженню передував конкурс 1923 року, на якому проект Чайковського отримав одну з чотирьох рівноцінних нагород.[15]
- Ескіз тимчасового виставкового павільйону Інституту пропаганди мистецтва на вулиці Крулевській у Варшаві. Створений для закритого конкурсу 1931 року серед чотирьох претендентів. Не був прийнятий до реалізації.[16]
- Проект оселі в Опіногруді.[17]
- Проекти кількох комплектів меблів, реалізовані не пізніше 1925 року. Зберігаються у Краківському промисловому музеї.[18]